# قسم أبرشيوة الريفي (مقاطعة دماوند)
قسم أبرشيوة الريفي (بالفارسية: دهستان ابرشیوه) هي قسم تقع في إيران في القسم المركزي. يقدر عدد سكانها بـ 10,059 نسمة .